# 머리사 밀러
머리사 리 밀러(영어: Marisa Lee Miller, 1978년 8월 6일 ~ )은 미국의 배우 겸 모델이다.

## 출연 작품
- R.I.P.D.: 알.아이.피.디. - '로이' 아바타 역